# 近畿産業信用組合
近畿産業信用組合（きんきさんぎょうしんようくみあい、英: Kinkisangyo Shinkumi Bank）は、大阪府大阪市中央区に本店を置く信用組合。
1953年に京都市で芸術・芸能関係の職域信用組合として創業。2000年に経営難に陥り、エムケイタクシーの創業者である青木定雄が経営支援し、2001年に現在の名称である近畿産業信用組合となった。2001年以降、マルハンの韓昌祐率いるドラゴン銀行との争奪戦の末、競争入札に勝利し西日本地域の4つの商銀信用組合の事業を譲受。現在は大阪、京都、兵庫、奈良、滋賀、和歌山、岐阜、長崎の2府6県を営業エリアとし、日本最大の預貸金量の広域信用組合となっている。

## 沿革
- 1953年 - 芸術家、芸能家、芸術愛好家の職域信用組合として日本芸術家信用組合を設立。最初の本店は京都市下京区。
- 1964年 - 名称を日芸信用組合に変更。
- 1989年 - 名称を京都シティ信用組合に変更。
- 1992年 - 本店事務所を京都市下京区に新築移転。
- 2000年 - 経営難に陥り、12億円の増資をエムケイタクシー創業者・青木定雄が引き受け救済。
- 2001年 - 信用組合大阪商銀を事業譲受し、名称を近畿産業信用組合に変更。
- 2002年5月 - 信用組合京都商銀の事業を譲り受け。
- 2002年6月 - 信用組合関西興銀の事業を譲受し、本店を大阪市天王寺区筆ヶ崎町に移転。
- 2006年 - 長崎商銀信用組合と合併。
- 2013年 - 青木定雄、三男（青木義明）の理事長昇格を目論むも、5月21日の定例理事会にて大本崇博理事長が青木秀雄（副会長、定雄の実弟）含む青木一族3名の解職動議を上程。賛成多数により可決される（経緯等については#その他にて詳述）。
- 2015年6月 - 大阪市中央区淡路町の淡路町ビルディング (旧ソフトウエア興業大阪事業所)を取得[3]。
- 2017年3月 - 取り壊した淡路町ビルディングの跡地に新しく本店ビルを建設
- 2019年4月 - 新しい本店ビルが竣工[4]
- 2019年5月 - 新本店ビルに本社機能を移転[5]。

## 店舗

### 大阪府の店舗一覧
| 店名(店番号)     | 所在地                                                           |
| 本店営業部 (040) | 〒541-0047 大阪市中央区淡路町2-1-3                               |
| 梅田支店 (001)   | 〒530-0047 大阪市北区西天満1-7-20 JIN・ORIXビルディング1・2・6階 |
| 新大阪支店 (007) | 〒532-0003 大阪市淀川区宮原1-19-13                               |
| 平野支店 (008)   | 〒547-0033 大阪市平野区平野西5-2-1                               |
| 香里支店 (009)   | 〒572-0029 大阪府寝屋川市寿町50-20                               |
| 西淀川支店 (010) | 〒555-0043 大阪市西淀川区大野1-6-10                              |
| 八尾支店 (011)   | 〒581-0803 大阪府八尾市光町1-45-2                                |
| 堺支店 (013)     | 〒590-0943 大阪府堺市堺区車之町東2-2-28                          |
| 高槻支店 (026)   | 〒569-1117 大阪府高槻市天神町1-6-24                              |
| 生野支店 (041)   | 〒537-0014 大阪市東成区大今里西3-18-7                            |
| 阿倍野支店 (042) | 〒545-0052 大阪市阿倍野区阿倍野筋2-4-46                          |
| 東大阪支店 (043) | 〒577-0808 大阪府東大阪市横沼町3-5-3                             |
| 城東支店 (044)   | 〒536-0005 大阪市城東区中央1-13-18                               |
| 大正橋支店 (045) | 〒550-0023 大阪市西区千代崎1-22-1                                |
| 泉州支店 (046)   | 〒596-0076 大阪府岸和田市野田町2-7-1                             |
| 茨木支店 (048)   | 〒567-0037 大阪府茨木市上穂東町4-16                              |
| 豊中支店 (049)   | 〒560-0053 大阪府豊中市向丘2-10-5                                |
| 難波支店 (050)   | 〒542-0071 大阪市中央区道頓堀2-2-4                               |

### 京都府の店舗一覧
| 店名(店番号)     | 所在地                                             |
| 京都支店 (021)   | 〒600-8499 京都市下京区四条通堀川西入ル唐津屋町520 |
| 大石橋支店 (023) | 〒601-8028 京都市南区東九条東御霊町34-1            |
| 宇治支店 (025)   | 〒611-0043 京都府宇治市伊勢田町北山44-4            |
| 西陣支店 (063)   | 〒602-8441 京都市上京区大宮通今出川上ル観世町141   |
| 西院支店 (064)   | 〒615-0011 京都市右京区西院東淳和院町28-1          |

### 兵庫県の店舗一覧
| 店名(店番号)   | 所在地                                      |
| 神戸支店 (051) | 〒650-0004 兵庫県神戸市中央区中山手通3-12-9 |
| 長田支店 (052) | 〒653-0842 兵庫県神戸市長田区水笠通4-4-25   |
| 尼崎支店 (053) | 〒660-0892 兵庫県尼崎市東難波町5-7-15       |
| 姫路支店 (054) | 〒670-0965 兵庫県姫路市東延末5-88           |

### 滋賀県の店舗一覧
| 店名(店番号)   | 所在地                            |
| 大津支店 (055) | 〒520-0814 滋賀県大津市本丸町6-57 |

### 和歌山県の店舗一覧
| 店名(店番号)     | 所在地                         |
| 和歌山支店 (056) | 〒640-8154 和歌山市六番丁5番地 |

### 奈良県の店舗一覧
| 店名(店番号)   | 所在地                             |
| 橿原支店 (057) | 〒634-0006 奈良県橿原市新賀町254-2 |
| 奈良支店 (058) | 〒630-8014 奈良市四条大路1-1-34    |

### 岐阜県の店舗一覧
| 店名(店番号)   | 所在地                     |
| 岐阜支店 (059) | 〒500-8842 岐阜市金町1-5-2 |

### 長崎県の店舗一覧
| 店名(店番号)   | 所在地                      |
| 長崎支店 (060) | 〒850-0034 長崎市樺島町6-15 |

詳細は店舗一覧を参照。

## 商品・サービス

### 普通預金
セカンドライフ
満50歳以上の方専用の普通預金で、初回預入額は1万円以上となっている。年利は0.25%（税引き後0.199%）となり、満50歳以上の個人に向けた普通預金のサービスである。
ブロック
きんさん無利息型普通預金（ブロック）は、預金保険法第54条の2に基づく決済用預金として保険事故発生時においては全額保護の対象となることから利息が付されない商品である。Wブロック（ダブルブロック）では来店による払い戻し発生時に通帳・印鑑・契約者顔写真の3点による、より厳格な本人確認をすることも可能。

### 定期預金
きんさんドリーム
懸賞金や宝くじが当たる可能性がある自動継続型の定期預金。10万円から預入が可能で10万円につき1本の抽選権利がついている。年2回抽選が行われ規定の懸賞金が当たる可能性がある。インターネットバンキングでの契約も可能。
新年輪Ⅱ
60歳以上の個人限定のシルバー向け定期預金。近畿産業信用組合で公的年金を受け取ると金利が上昇するなどの特徴がある。最低預入金額は50万円で最大2,000万まで預け入れることが出来る。
きんさんWeb定期
個人インターネットバンキングでの契約専用の定期預金。最低預入金額は10万円で預入期間は1年。
てるてる定期
テレホンバンキング契約者限定の定期預金。最低預入金額は50万円で預入期間は6ヵ月から5年までを選択できる。
とらきちの贈りもの
プレゼント付定期預金「‘とらきち’の贈りもの」。年8kgのお米が届く定期預金。個人限定で最低預入金額は500万円となっている。

### 法人向け
アシスト
法人・個人事業主に限定したサービスで、納税を目的とした定期積金である。金利は0.225%から最大0.275%まで設定されており各種条件によって異なる。毎月1万円以上の預入が必要で一定の金額を契約期間内に分割して積み立てる。
地域企業応援ローン
事業資金として利用することができる事業者専用ローン。最高で1000万までの借り入れが可能で融資利率は年1.90%（変動金利型）。原則担保が不要であり最長10年での融資を受けることが出来る。

## マスコットキャラクター
近畿産業信用組合のマスコットキャラクターとしてとらきちが存在する。
とらきちは、地域活性化への取組みとして、営業エリア内の各地での各種イベントに参加する活動を行っている。
また、大阪市中央区淡路町にある本店のエントランスホールには、最新の3D映像技術とAI技術などを活用した、立体映像のとらきちと会話を楽しめる、AI3Dとらきちが設置されている。
プロフィール
| 項目             | 詳細                                                       |
| ---------------- | ---------------------------------------------------------- |
| 誕生日           | 6月17日                                                    |
| 性別             | オス                                                       |
| 生まれ           | 大阪府                                                     |
| 家族             | 既婚。1男1女のこどもたち、両親と同居の6人家族。            |
| 勤務先           | きんさん 広報課 課長                                       |
| チャームポイント | ぷっくぷく（福々）のお腹                                   |
| 身長             | お札を縦に10枚分                                           |
| 体重             | 500円玉15,000枚分ぐらい                                    |
| 性格             | 見た目は「おっとり」してても実は、しっかり者！？           |
| 好きな食べ物     | たこ焼き                                                   |
| 好きなこと       | お腹をさわられること（お腹を触ると金運UPするってウワサ！） |
| 苦手なこと       | 靴下を履くこと。お腹がつっかえちゃうんだ。                 |
| 趣味             | お金の相談にのること                                       |
| 特技             | みんなを笑顔にすること                                     |
| 口癖             | よっしゃ！！（何事にも前向きなんだ）                       |
| 特徴             | いつも「笑顔」。でも、悲しいときはしぼんでしまう…。        |

### 「ゆるキャラグランプリ2015」への出場
とらきちは2015年11月21日から23日の3日間、静岡県浜松市の渚園で開催された「ゆるキャラグランプリ2015」に出場し、「企業・その他ゆるキャラ」部門で全635エントリー中全国第3位となった。

### LINEスタンプ
2016年10月現在、LINE STORE上でとらきちのLINEスタンプが販売されている。スタンプは全40種類で構成されている。
なお近畿産業信用組合の売上金（スタンプ販売に係る分配金）についてはその全額を日本赤十字社に寄付している。

## 社会貢献への取組み
全国の信用組合で初めてとなる後見制度支援預金を2017年から大阪府下18店舗と和歌山・大津支店で開始しました。分かりやすい普通預金ベースで、利用者の資産運用と後見人の利便性向上を図ります。。
バリアフリーATMやAED設置など、老若男女、誰にでも優しい、そして環境にも優しい金融機関であることに努めています。。

## CM（テレビコマーシャル）
2017年1月以降、「きんさんです！」をメインのキャッチフレーズとした、マスコットキャラクター「とらきち」のCMをシリーズ展開している。
一部を除き、シリーズCM以前ものを含めて現在までに公開されたCMは、きんさん公式のYOUTUBEチャンネルで観ることができる。

## 黄綬褒章受賞
2021年（令和3年）11月30日、大本崇博理事長が黄綬褒章を受章した。金融庁推薦による。黄綬褒章は農業・商業・工業等の事業活動の業務に精励するなど、他の模範となった者に授与される。
受章に関する評価のポイントとしては(1)業績の進展と(2)社会貢献を含む内外の事業活動を挙げている。

## その他
- 2004年（平成16年）6月18日、一部役員の要請により不適切な融資が行われており、理事会の牽制機能や監事の業務監査機能も発揮されておらず、経営管理態勢及び内部管理態勢に重大な問題があるとして近畿財務局から業務改善命令を受けた[23][24]。組合の理事19人のうち7人が青木定雄会長の親類ないしエムケイタクシーの関係者で占められ[25]、さらに実弟や三男が副会長・副理事長になるなど組合が半ば私物化されているとの批判が起こり、後述するように定雄会長らの解任に至っている。この業務改善命令は2015年3月25日に解除された[26]。
- 2005年には大阪市を本拠地とした市民球団を設立しプロ野球へ新規参入する企画を同信組が中心となり提案。その提案に賛同した有志により大阪市民球団設立に向けた任意団体が結成された。詳しくは2004年大阪市民の新球団構想を参照。
- 2008年5月同信組は普通銀行への転換を目指して経営体質の強化等に取り組んでゆくことを発表。同年には新銀行東京への事業提携を石原慎太郎東京都知事へ申し出た（読売新聞2008年5月22日報道などによる）。
- 2010年1月8日の理事会で従来認めていなかった政治献金について内部規定を改定し、6月25日の総代会で民主党に100万円、石井一参議院議員のパーティー券に2万円を支出したと明らかにした[27]。信用組合を規制する中小企業等協同組合法は「政治的中立の原則」を定めているが、中小企業庁は「一般論として政治献金は好ましいことではないが、事業運営に支障をきたさず組合員の総意を反映しているなら抵触しない」と回答した。
- 2012年4月に収益基盤および内部管理態勢の強化を図り、2012年度に68億円であった実質業務純益を、5年後の2017年度決算において100億円とすることを目指す、5ヵ年中期計画《PROJECT100》を発表。
- 2013年5月21日に青木定雄会長と定雄の実弟である青木秀雄副会長を解職し同時に代表理事から常勤理事に降格させ、定雄の三男の青木義明副理事長（兼大阪エムケイ代表取締役社長）を非常勤理事に降格したと発表。大本崇博理事長は青木定雄が「世襲による組合の私物化を図った」と降格人事の理由を説明した[28]。青木定雄は2005年にエムケイの会長職を長男の信明に譲り、近畿産業信用組合の会長職に専念していた。青木定雄は入院中の2013年の5月初め、大本理事長を呼び出し大本理事長の辞職・青木義明の後任理事長への就任を求めた[25][29]。これに対し大本理事長を含む幹部が反発、上記5月21日の理事会で解任動議が出され、出席した理事16人のうち大本理事長派の9人が賛成し可決したもの。そして6月3日の臨時総代会では3人全員を非常勤理事とする人事案が可決された[25]。
- 2025年3月に大阪市が公開した「3D都市モデルを活用した大阪市内のCO2削減シミュレーション」の中で、近畿産業信用組合新本店が、市内のオフィスビルにおけるCO2削減の具体的な取り組み事例として紹介された。[30]